# Casa do Senador Canedo
A Casa do Senador Canedo é uma construção histórica do século XIX, tombada pelo Instituto do Patrimônio Histórico e Artístico Nacional (IPHAN) no dia 26 de abril de 1986 e está localizado na cidade de Bela Vista de Goiás.
Foi construída para ser a residência de Antônio Amaro da Silva Canedo, o Senador Canedo, na década de 1870. Era um local conhecido por ser ponto de convergência de políticos, religiosos, moradores e viajantes, tendo tido importante participação na vida política, econômica e social da região.
Atualmente, abriga um espaço cultural com o objetivo de preservar a memória do Senador Canedo e apresentar a história e os costumes da região sul de Goiás.

## Arquitetura
Foi construída em estilo colonial, caracterizada pela simplicidade da fachada sem quaisquer ornamentos e nenhum refinamentos na área interna. Tem paredes de adobe e telhado em telha de barro canal. Estruturada em madeira, é marcante pelo seu tamanho, pois situa-se em terreno de esquina tendo 12 vãos de janelas e 4 de portas, todos em verga reta que se abrem para duas ruas.